# Annobondwergooruil
De annobondwergooruil (Otus feae) is een kleine uil uit de familie van de strigidae (uilen), die voorkomt op het eiland Annobón in de Golf van Guinee.

## Kenmerken
De vogel is 16 tot 19 cm lang. Deze dwergooruil lijkt sterk op de Afrikaanse dwergooruil en wordt vaak nog als ondersoort beschouwd. Uit onderzoek bleek dat het geluid van deze vogel sterk verschilde. Daarnaast zijn er verschillen in het verenkleed. Zo is het donkere strepenpatroon wat robuster en ontbreekt de kleur lichtgrijs bij deze soort.

## Verspreiding en leefgebied
Deze uil komt alleen voor in vochtige, lastig doordringbaar bos op het eiland Annobón. De meer droge bossen en savanne-achtige gebieden op het eiland worden gemeden.

## Status
De annobondwergooruil heeft een zeer beperkt verspreidingsgebied en daardoor is de kans op uitsterven aanwezig. De grootte van de populatie werd in 2016 door BirdLife International geschat op 50 tot 250 volwassen individuen. De populatie-aantallen nemen af door habitatverlies. Het leefgebied wordt aangetast door zelfvoorzieningslandbouw. De schaal waarop natuurlijk bos verloren gaat is tot nu toe niet verontrustend groot, maar het areaal aan geschikt bos is zeer klein. Om deze redenen staat deze soort als kritiek op de Rode Lijst van de IUCN.